# Вилхелм фон Щолберг-Вернигероде
Вилхелм фон Щолберг-Вернигероде (на немски: Wilhelm zu Stolberg-Wernigerode; * 13 май 1807, Вернигероде; † 6 март 1898, Яновитц (Janowice Wielkie), Силезия) от фамилията Щолберг е граф на Щолберг-Вернигероде, пруски генерал на кавалерията и политик. Той е господар на Яновиц в Силезия и член на „пруския Херенхауз“.

## Произход
Той е син на граф Константин фон Щолберг-Вернигероде в Яновиц (1779 – 1817) и съпругата му Ернестина Филипина Фридерика Каролина фрайин фон Реке (1786 – 1876).
Вилхелм фон Щолберг-Вернигероде умира на 6 март 1898 г. в Яновитц на 90 години.

## Фамилия
Вилхелм фон Щолберг-Вернигероде се жени на 1 ноември 1835 г. в Росла за графиня Елизабет фон Щолберг-Росла (* 28 ноември 1817; † 6 септември 1896), дъщеря на граф Август фон Щолберг-Росла (1768 – 1846) и графиня Каролина Августа Луиза Хенриета Амалия фон Ербах-Шьонберг (1785 – 1848). Те имат четиринадесет деца:
- Мариана (* 6 септември 1836; † 13 август 1910), омъжена на 23 юни 1859 г. за граф Фридрих фон Золмс-Лаубах (* 23 юни 1833; † 1 септември 1900)
- Луитгарда (* 30 август 1838; † 4 април 1917), омъжена за княз Хайнрих XV Ройс-Кьостриц (* 5 юли 1834; † 23 декември 1869)
- Мария (* 24 май 1840; † 8 октомври 1919)
- Агнес (* 21 май 1842; † 12 май 1904), омъжена на 20 юни 1865 г. за княз Херман фон Золмс-Хоензолмс-Лих (* 15 април 1838; † 16 септември 1899)
- Константин фон Щолберг-Вернигероде (* 8 октомври 1843; † 27 май 1905), граф на Щолберг-Вернигероде, женен I. за графиня Антония фон Щолберг-Вернигероде (* 24 март 1850; † 12 декември 1878), II. (4 юни 1885, Вернигероде) за принцеса Елизабет фон Щолберг-Вернигероде (* 1 май 1866; † 30 януари 1928)
- Карл (* 18 август 1845; † 23 ноември 1874)
- Август (* 22 май 1847; † 26 ноември 1885)
- Ернст (* 26 януари 1849; † 15 септември 1907)
- Адолф (* 11 юни 1850; † 3 септември 1850)
- Гертруд (* 21 декември 1851; † 23 май 1852)
- Магдалена (* 21 юни 1853; † 26 ноември 1863)
- Маргарета (* 9 януари 1855; † 11 декември 1928), омъжена за граф Максимилиан фон Щолберг-Вернигероде (* 26 юни 1843; † 19 март 1887)
- Херман (* 24 септември 1856; †30 ноември 1923)
- Антон (* 21 юли 1859; † 14 февруари 1922)